# Pinewood Toronto Studios

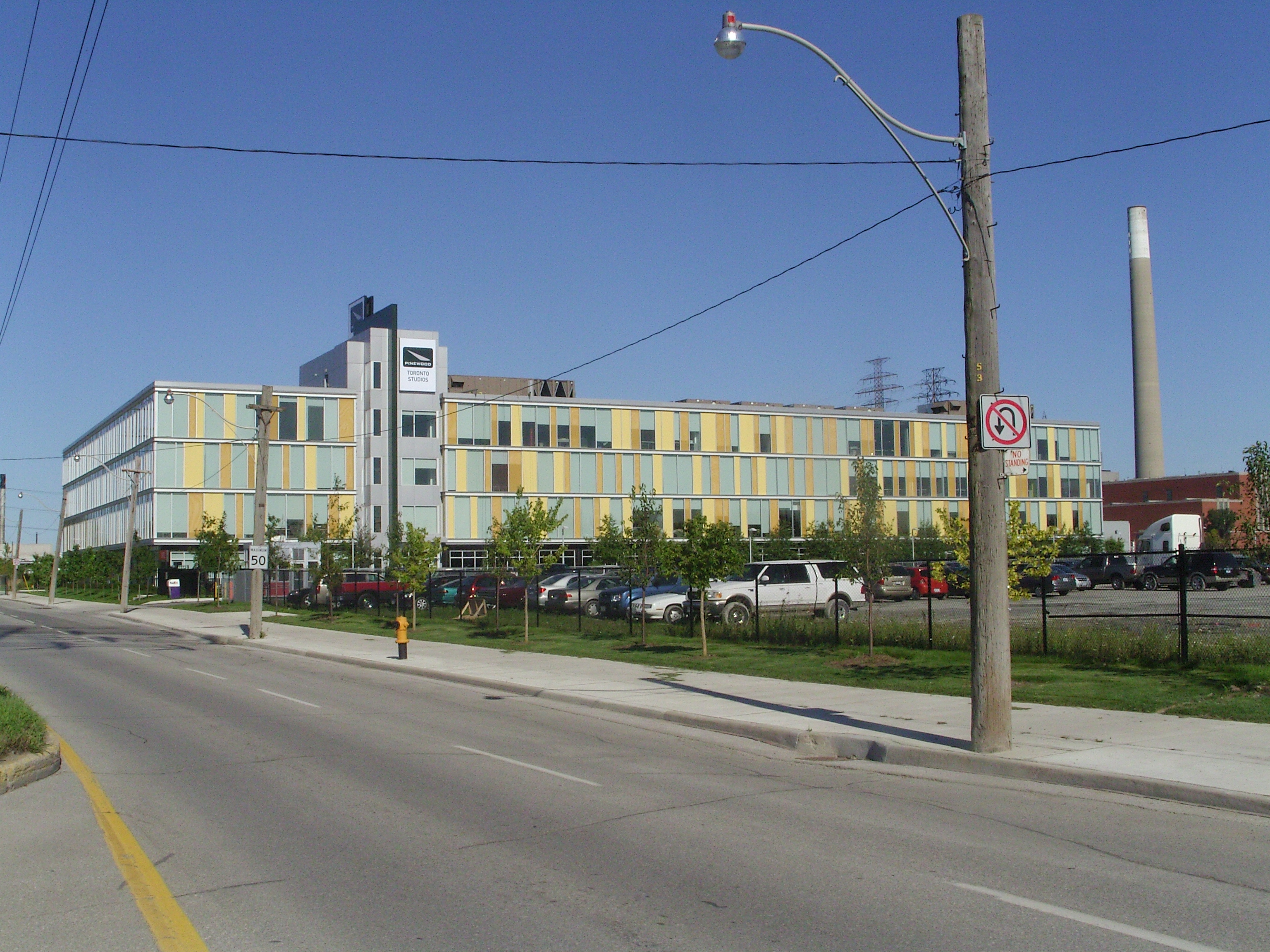
Verwaltungsgebäude, Commissioners Street

Pinewood Toronto Studios ist ein großes Filmstudio in Toronto, in der Provinz Ontario, Kanada. Es befindet sich in der 225 Commissioners Street in einem Industrieviertel vor den Toren der Stadt. Der Bauherr bzw. Betreiber des Filmstudios wird das britische Unternehmen Pinewood Studios sein, welches bereits Filmstudios in England, Malaysia und Deutschland betreibt. Es ist das erste große Filmproduktionsstudio in Toronto, mit dem größere Kinofilme produziert werden können, die in der Vergangenheit nicht bzw. nur unter schwierigen Umständen ermöglicht werden konnten. Bei der Konzeption wurde das Studio so ausgelegt, dass gleichzeitig fünf Filme mittleren Formats oder zwei größeren Formats produziert werden können. Das Areal wird neben Büros über insgesamt neun Produktionshallen verfügen.

## Geschichte

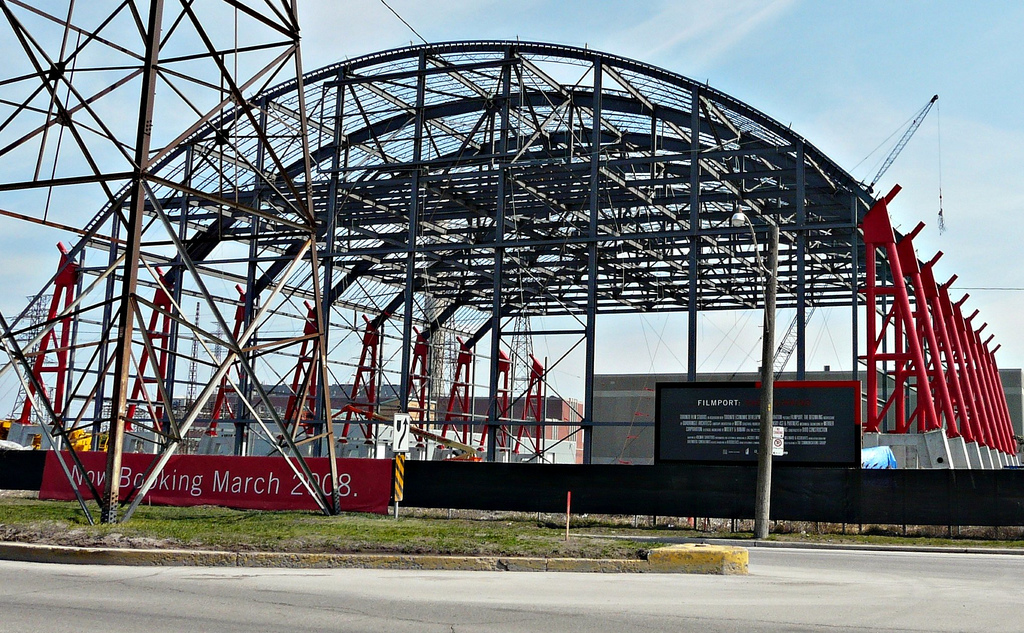
Die größte Produktionshalle im Bau im Jahr 2008

Auf dem Gelände, auf dem die Studios entstehen, befand sich eine Lagerstätte des Unternehmens Imperial Oil. Die Grundfläche für die Studios beträgt 4,5 ha (ca. 45.000 m2). Toronto erhofft sich durch das Bauprojekt eine Revitalisierung des Industrieviertels zu erwirken, indem sich Geschäfte, Hotels und Restaurants in der Nachbarschaft ansiedeln. Die erste Bauphase des Projekts begann im August 2006 und endete 2008. Die zweite Bauphase beinhaltete mehrere große Produktionshallen, die 2010 fertiggestellt wurden.

## Studios
Die neun Produktionshallen (englisch Stages) der Pinewood Studios Toronto:
- Stage 1 verfügt über eine Fläche von 1.150 m2.
- Stage 2 & 3 verfügen über eine Produktionsfläche von 1.394 m2.
- Stage 7 & 8 verfügen jeweils über eine Produktionsfläche von 1.672 m2.
- Stage 9 verfügt über eine Fläche von 929 m2.
- Stage Mega verfügt über eine Produktionsfläche von 4.264 m2.
- Stage Jumbo verfügt über eine Produktionsfläche von 3.716 m2.

## Infrastruktur und Einrichtungen
Die Studios wurde von anbeginn Umwelt und Ressourcen schonend geplant im Rahmen des Green Screen Initiative. Neben den Produktionshallen, verfügt das Studio noch über eine große Werkstatt, zum Bau von Requisiten, Umkleiden, Bars, Cafés und mehrere Büroflächen für die Filmproduzenten, als auch für das Studiomanagement.

## Zukunft
Es ist geplant, das Areal, welches sich in angrenzenden Bereichen um die Studios befindet, drastisch aufzuwerten. So soll in der Nachbarschaft neben Kaffeeshops, Restaurants und Wohnungen ein Hotel entstehen. Ziel ist es eine Kulisse außerhalb der Studios jedoch unmittelbar in der Nähe aufzubauen, welche für zukünftige Filme dienen soll. So ist es geplant, einzelne Bereiche im englischen, amerikanischen (New-York) und Chicago zu bauen. Toronto erhofft sich dadurch eine Aufwertung des ehemaligen Industrieareals, in welchem mehrere Flächen seit Jahren ungenutzt leerstehen. Aus diesem Grund befürwortet und unterstützt die Stadt Pinewood Studios finanziell und planerisch.

## Filmprojekte
- Back (CBS TV pilot)
- Battle of the Blades (CBC)
- Breakout Kings (20th Century Fox Television)
- Casino Jack (ATO Pictures)
- Chloe
- Devil – Fahrstuhl zur Hölle (Universal Pictures)
- Dream House (Universal Pictures)
- Happy Town (ABC)
- Scott Pilgrim gegen den Rest der Welt (Universal Pictures)
- Sundays at Tiffany’s (Lifetime Television)
- Take this Walts (Mongrel Media)
- The Battle of Maggie Hill (Fox TV pilot)
- The Thing (Universal Pictures)
- Total Recall
- 388 Arletta Avenue (E1 Entertainment)
- Carrie
- Pacific Rim
- RoboCop
- Star Trek: Discovery (Fernsehserie)

## Referenzen
- Thestar.com - Total recall  remake (englisch)
- MoviePilot.de – Colin Farrell wird Nachfolger von Arnold Schwarzenegger in der Neuverfilmung Total Recall,  (deutsch)
- http://torontoist.com/2011/04/behind-the-scenes_of_pinewood_toronto_studios.php, Aktuelle und geplante Bauvorhaben, (englisch)

Koordinaten: 43° 38′ 55″ N, 79° 20′ 33,4″ W